# Pont-sur-Yonne
Pont-sur-Yonne is een gemeente in het Franse departement Yonne (regio Bourgogne-Franche-Comté) en telt 3134 inwoners (1999). De plaats maakt deel uit van het arrondissement Sens.

## Geografie
De oppervlakte van Pont-sur-Yonne bedraagt 13,9 km², de bevolkingsdichtheid is 225,5 inwoners per km².
De onderstaande kaart toont de ligging van Pont-sur-Yonne met de belangrijkste infrastructuur en aangrenzende gemeenten.

## Demografie
Onderstaande figuur toont het verloop van het inwonertal (bron: INSEE-tellingen).